# 近炸引信
近炸引信（英語：Proximity fuze），亦稱近爆引信或近發引信，是一種依據與目標距離而決定引爆的雷管。近炸引信的技術可被應用在火炮炮彈、火箭、水雷或魚雷之上。第二次世界大戰期間，盟軍發明在炮彈上使用無線電感應的近炸引信，大為提高防空火炮的效力；當時這種引信被稱為“VT”（VT指Variable Time，變時）。
近炸引信按感應技術可分為：
- 無線電感應
- 光學感應
- 聲學感應
- 磁力感應

## 無線電感應

### 歷史
在第一次世界大戰以後，各國已開始研究依靠距離引爆的引信。當時英國海軍因為面對越來越強的空中威脅，研究以無線電感應的近炸引信來加強防空炮火的效力。在此以前，一般火炮所使用的信管主要有三類：撞擊引爆、計時引爆、或高度引爆。以撞擊引爆的炮彈射擊空中目標，必須要炮彈直接擊中目標。但是要擊中體積細小，在高空快速移動的空中目標是一件極之困難的事。只有對付低空低速目標的速射小口徑火炮，才使用撞擊引爆。大部份的高射炮是使用計時或依高度引爆炮彈。一般高射炮炮彈爆炸有效殺傷直徑可以達數十米，因此只要炮彈在目標附近爆炸即可。使用高度或計時引爆，需要先準確計算或預測目標的高度，發射前先設定炮彈的引爆時間或高度。若果這設定有錯，炮彈就算準確對正目標，亦會因過早或過遲引爆而無效。因為命中的機會少，使用計時引爆的對空火炮必須施放大量炮彈，在目標可能經過的地方造成一個彈幕。使用近炸引信，則只需將炮彈向目標方向發射；當炮彈接近目標，二者距離低於信管內的設定限度時，炮彈便會自動引爆，這樣將大為提高炮火的效力。
英國在1940年發展出與雷達原理相同的無線電感應近炸引信的原型。美國參戰後，在美国科学研究与开发办公室之下完成這種被稱為VT信管的設計，並開始大量生產。在二次大戰期間，美國一共生產了大約二千二百萬枚VT。VT 首次被派上戰場是1943年1月5日，轻巡洋舰海倫娜（布魯克林級輕巡洋艦,5門3聯裝MK16 6吋/47火炮,8門單管5吋/25火炮）在南太平洋以配有VT 的五吋（127mm）火炮，成功擊落一架日軍轟炸機。
近炸引信被視為盟軍的重要秘密武器，因此在初期一直避免在可能落入敵方手中的情況下使用，一直要到1944年，這限制才被撤銷。近炸引信的使用，令美國海軍的防空火力有效度大為增加。據戰後統計，美軍艦載防空火炮的主力，127mm炮使用近炸引信時擊落每架敵機平均需要500發炮彈；而使用常規炮彈時則要多四倍，即2000發。在戰爭末期防禦日本神風敢死隊攻擊的火炮，大部份都得助於近炸引信。美國海軍部長詹姆斯·福里斯特尔稱讚近炸引信的使用，令美國在太平洋戰場上得以大量減少人員及裝備的損失。
在歐洲戰場上，近炸引信是英國在1944年成功阻擋德國V-1火箭攻勢的主要原因之一。擊落V-1火箭防空火炮大部份都配備火控雷達及近炸引信這兩種新發明。按戰後統計，以VT近炸引信擊落一枚V-1平均需要150發炮彈，但使用常規炮彈則需要約2800發。
除了被用在防空火炮炮彈，VT亦有被用在對地火炮，以及裝置在炸燀及火箭之上。當中對地炮火使用了近炸引信後，可以無需觀察員指揮，炮彈自動會在地面上十至七十呎的高度爆炸。炸出的碎片及強大壓力能殺傷地上無裝甲保護的人員，士兵就算是在散兵坑等臨時掩體內亦不能倖免。在陸軍內，VT 被稱為"POZIT"。在1944年底，德軍在突出部戰役中突襲盟軍。美軍火炮在12月底的惡劣天氣中首次使用POZIT。德軍以為在惡劣天氣中美軍炮兵無法觀測，沒有防備而傷亡慘重。按事後估計，炮火的威力增加了約七倍。巴頓將軍當時稱，這種信管將改變戰爭的方法。
在二次大戰後期，美軍轟炸日本的炸彈亦配有近炸引信，能夠在地面或海面以上預設高度準確爆炸，增強殺傷能力。

### 結構
二次大戰中使用的VT信管，主要結構是使用彈體為天線。信管內藏真空管無線電波發射器，通電後向外放出180至220兆赫的無線電。當彈體接近反射物體時，部份電波被反射。隨著炮彈與目標距離減少，多普勒效應使反射電波在發射器的電流內造成200-800赫的低頻訊號。這信號經過過濾及放大。當訊號強度超過一定限度時，便進行起爆。整個裝置要抵受火炮射擊時超過20,000個G的加速度，以及每秒500轉的自旋，同時還必須小得可以安放在炮彈的彈頭之內。

## 光學感應
美國在二次大戰中同時亦發展出以光學感應的近炸引信，主要用在對空火箭之上。火箭的頭部為一鏡頭，將前方的光集中至引信內的一個光學電池。當接近目標時，電流改變超過某預設界限便會起爆。當時這種信管只能在白天有太陽光時使用。
現代不少的導彈亦使用了光學感應信管，不過現代的光學感應信管多數發出激光，當激光被反射至信管上，便可以得知與目標的距離。與無線電感應的近炸引信相比，光學感應可減少被干擾的可能。

## 聲學感應
以聲學感應的近炸引信，曾被設計用在導彈火箭之上。二次大戰時德國曾發展利用安裝在火箭上的拾音器，偵出飛機發動機的聲音用以起爆。但是在戰爭結束時仍在設計階段。
現代某些水下武器，包括魚雷、水雷及深水炸彈等，亦會使用聲學感應起爆。

## 磁力感應
此近炸引信以感應鋼鐵吸附地磁之磁場起爆，主要用在水雷及魚雷上。第二次大戰初期，德國首次使用磁力感應水雷，空投在英國的水道內。在此以前，水雷多為接觸起爆，因此爆炸點接近船隻水線，往往只造成破洞及入水。以磁力感應起爆的水雷通常會在船隻駛過一半後，在正下方爆炸，爆炸壓力透過水傳至船身，而甚少泄漏至空氣，造成更大破壞。後來英國撿獲一枚錯投在沙灘的磁力起爆水雷，檢驗得知其結構後，使用消磁等手法令磁力感應水雷失效。

## 图库

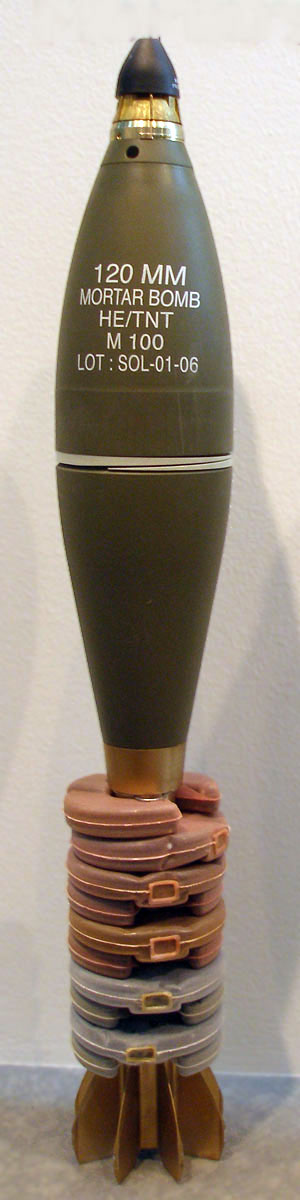
120mm HE mortar shell fitted with proximity fuze
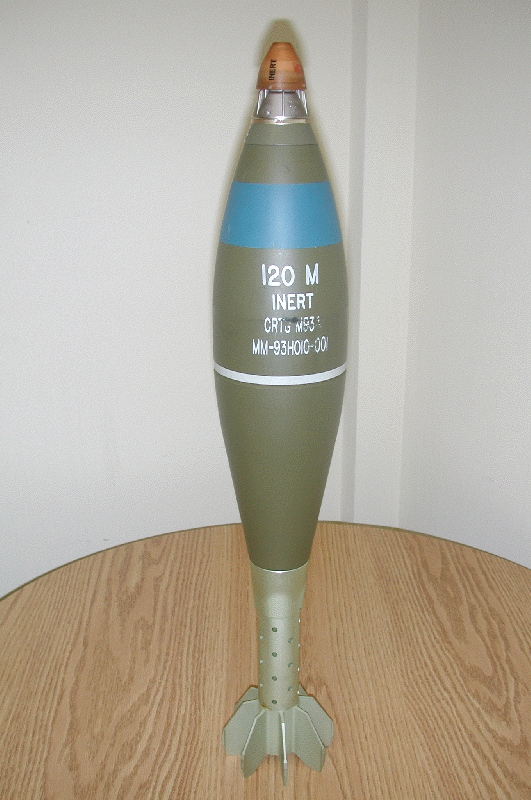
120mm HE mortar shell fitted with M734 proximity fuze
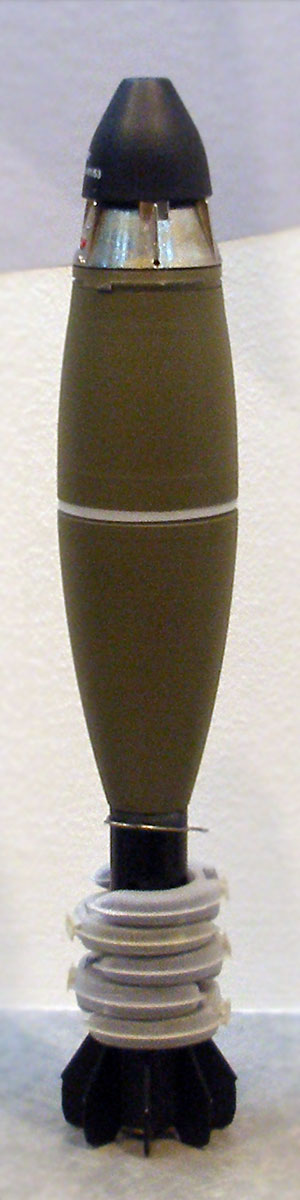
60mm HE mortar shell fitted with proximity fuze
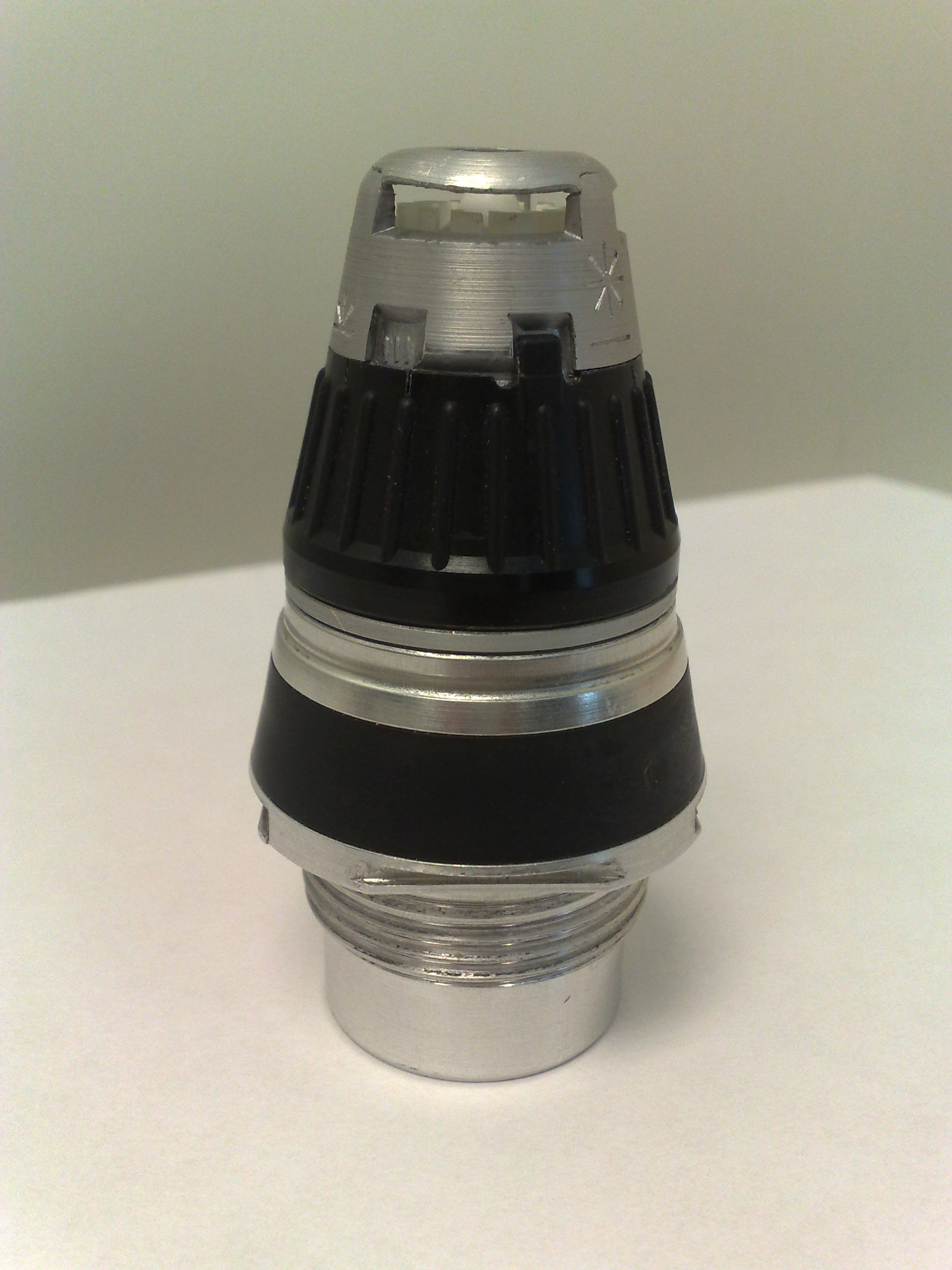
A 155mm artillery fuze with selector for point/proximity detonation (currently set to proximity).